# Замишевское сельское поселение
Замишевское сельское поселение — упразднённое муниципальное образование в северо-восточной части Новозыбковского района Брянской области. Административный центр — село Замишево.
Образовано в результате проведения муниципальной реформы в 2005 году, путём слияния дореформенных Замишевского, Манюковского и Синеколодецкого сельсоветов.
10 июня 2019 года вместе с другими сельскими поселениями Новозыбковского муниципального района было упразднено и объединено с городским округом г. Новозыбкова в новое единое муниципальное образование Новозыбковский городской округ.

## Население
| 2010  | 2011  | 2012  | 2013  | 2014  | 2015  | 2016  |
| ----- | ----- | ----- | ----- | ----- | ----- | ----- |
| 2483  | ↘2478 | ↘2412 | ↘2359 | ↘2324 | ↘2266 | ↘2264 |
| 2017  | 2018  | 2019  |       |       |       |       |
| ↘2257 | ↘2241 | ↗2273 |       |       |       |       |

## Населённые пункты
- село Замишево
- село Белый Колодезь
- посёлок Клюков Мох
- деревня Крутоберезка
- село Манюки
- ж/д станция Манюки
- село Синий Колодец
- посёлок Шитиков Лог